# ولیکی برژتسی
ولیکی برژتسی (به لاتین: Velyki Berezhtsi) یک روستا در اوکراین است که در استان ترنوپیل واقع شده‌است.

## خصوصیات
ولیکی برژتسی ۳٫۸۰۴ کیلومترمربع مساحت و ۱٬۰۱۱ نفر جمعیت دارد و ۲۴۰ متر بالاتر از سطح دریا واقع شده‌است.